# تل جونسون
تل جونسون،  هو جبل يقع في جبال كاتسكيل في نيويورك جنوب فرانكلين، ويقع تل جالوب في الجنوب الغربي، ويقع تل لومبرت شرقًا، ويقع  تل هودجز غرب تل جونسون.